# Donja Klezna
Donja Klezna (en serbe cyrillique : Доња Клезна) est un village du sud-est du Monténégro, dans la municipalité d'Ulcinj.

## Démographie

### Évolution historique de la population
| 1948 | 1953 | 1961 | 1971 | 1981 | 1991 | 2003 |
| ---- | ---- | ---- | ---- | ---- | ---- | ---- |
| 254  | 291  | 347  | 408  | 294  | 260  | 151  |